# Wooden Ships and Iron Men
Wooden Ships and Iron Men, cuya traducción sería «Barcos de madera y hombres de hierro» es un juego de tablero que simula el combate naval durante la era de la navegación a vela, publicado por Battleline Publications en 1974, y revisado y republicado por Avalon Hill al año siguiente.

## Nombre
El nombre procede de la frase atribuida al almirante austriaco Wilhelm von Tegetthoff sobre la batalla de Lissa: «Barcos de madera comandados por hombres con cabezas de hierro derrotaron a barcos de hierro comandados por hombres con cabezas de madera», con la que pretendía atribuir la responsabilidad de la derrota a la ineptitud de los mandos italianos.

## Descripción

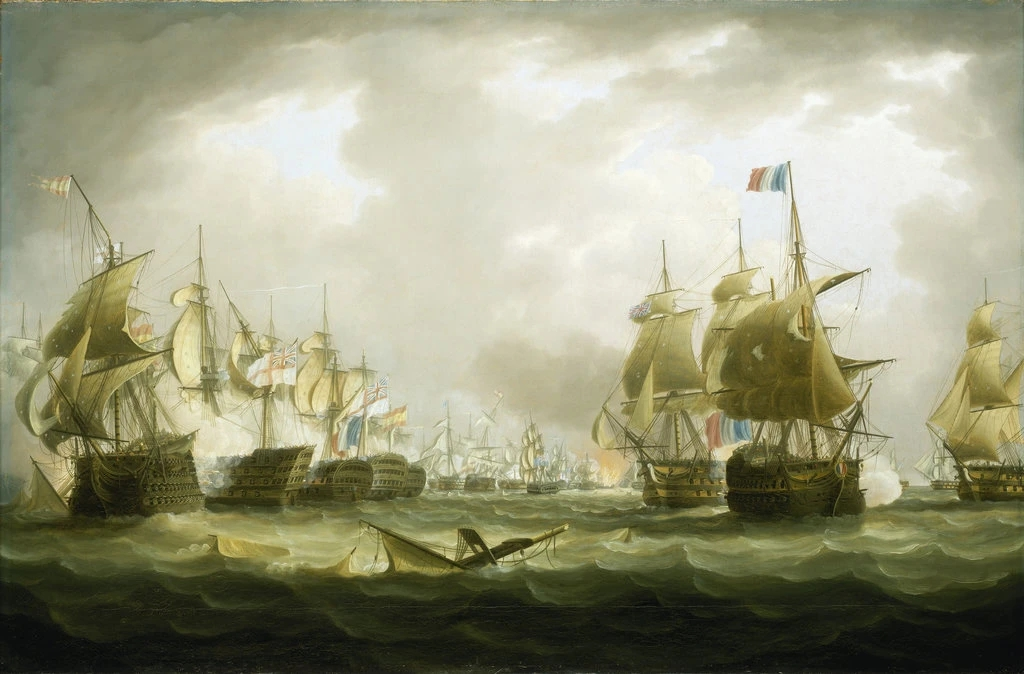
La batalla de Trafalgar, por Thomas Buttersworth. Trafalgar es uno de los mayores escenarios presentados en el juego.

Wooden Ships and Iron Men es un juego para dos jugadores que simula el combate naval de los siglos XVIII y XIX, tanto entre barcos individuales como con acciones de flotas más grandes. La edición de Avalon Hill de 1975 incluye 23 escenarios, incluyendo las batallas de Las Saintes, el Nilo y Trafalgar, así como acciones menores y menos conocidas. Avalon Hill publicó nueve escenarios más en varios números de su revista The General.

### Componentes
La edición de Avalon Hill de 1975 incluye:
- Un tablero de 56 x 71 cm que representa el océano
- El libro de reglas
- 100 fichas troqueladas
- Hojas de registro para planificar el movimiento, formar grupos de abordaje y registrar los daños
- Hoja de referencia
- Dado de seis caras

### Sistema de juego
Las reglas permiten un juego básico y uno avanzado. También hay reglas opcionales que pueden añadirse total o parcialmente al juego avanzado. El principal objetivo de los jugadores es hacer maniobrar sus flotas en función de la dirección del viento, que puede ser variable a lo largo de la partida, obteniendo las mejores posiciones para el cañoneo o el abordaje de las naves enemigas. 
Además del movimiento y el combate, las reglas abarcan el remolque de embarcaciones averiadas, los daños en mástiles o velámen, el encallamiento, la determinación de la profundidad del agua y la explosión o el hundimiento de los barcos. Todos los escenarios utilizan un método idéntico para calcular los puntos de victoria, comparando la fuerza de los barcos capturados y destruidos.

## Historial de publicación

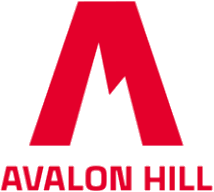
Logotipo de la empresa Avalon Hill.

En 1974, Battleline Publications publicó la primera edición de Wooden Ships and Iron Men con las que se convertirían en las reglas básicas. Al año siguiente, Avalon Hill adquirió los derechos del juego y S. Craig Taylor lo revisó, añadiendo reglas avanzadas y opcionales. El desarrollo del juego estuvo a cargo de Mick Uhl, y el juego revisado se publicó en 1975. Avalon Hill publicó una segunda edición con reglas actualizadas en 1981.
En 1987, Avalon Hill publicó un videojuego con el mismo título para Commodore 64. Nueve años después lanzó un segundo videojuego, esta vez para PC. En los Premios Origins de 1997, el videojuego de 1996 para PC ganó el premio al "Mejor videojuego militar o de estrategia de 1996".